# خوابیدن یا نخوابیدن
خوابیدن یا نخوابیدن یا شیطان (ایتالیایی: Il diavolo) فیلمی کمدی به کارگردانی جان لوئیجی پولیدورو است که در سال ۱۹۶۳ منتشر شد. از بازیگران آن می‌توان به آلبرتو سوردی، بریت اکلاند، و اولف پالمه اشاره کرد. این فیلم داستان تاجری ایتالیایی را در طول سفرش به سوئد می‌گوید.
این فیلم در سال ۱۹۶۲ به همراه فیلم بوشیدو، حماسه سامورایی برنده خرس طلایی از جشنواره بین‌المللی فیلم برلین شد.